# Literatura gallega de los Siglos Oscuros
La creación literaria en lengua gallega fue prácticamente nula durante los siglos XVII y XVIII, razón por la que se les denomina Siglos Oscuros (Séculos Escuros en gallego).

## Contexto histórico
Algunos estudiosos consideran que el cronista Fernão Lopes (siglo XV) es el último escritor medieval perteneciente a la literatura galaicoportuguesa. A partir de ese momento, los sistemas literarios gallego y portugués se separarán con desarrollos autónomos.

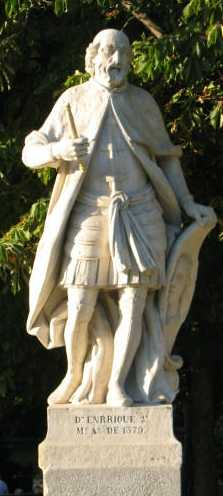
Enrique II de Castilla sustituyó la nobleza gallega.

No obstante, la desaparición de la escuela trovadoresca galaico-portuguesa medieval no se realizó de manera brusca. Frente a la opinión tradicional que venía desvalorizando estos textos, los actuales historiadores de la literatura gallega vienen reivindicando el valor de los poetas de la mal llamada escuela gallego-castellana -singularmente en el Cancioneiro de Baena- y aún los presentes en el Cancioneiro Geral de García de Resende (1511), en Portugal. Ambas direcciones muestran, en la obra de autores como el Arcediago de Toro o Macías "O Namorado", un afán por superar los tópicos trovadorescos ya relaborándolos ya procurando nuevas maneras que vayan más allá del convencionalismo del amor cortés. De esta manera, los Epígonos Trobadorescos significan más bien un período de transición en el que, por causa de las circunstancias sociopolíticas, el gallego va a ceder su protagonismo, como lengua literaria, al emergente castellano. Diversas circunstancias motivan semejante proceso:

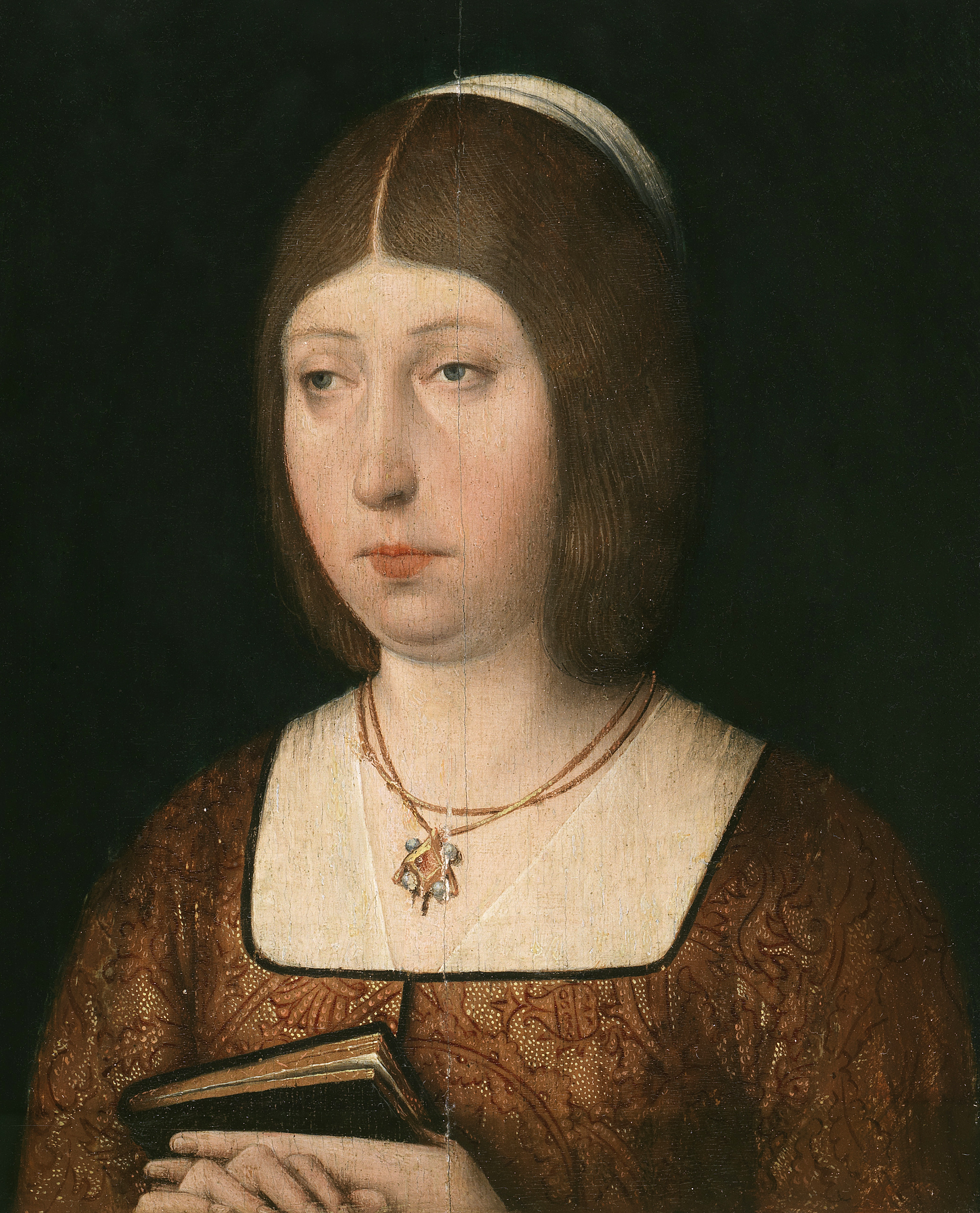
Isabel I de Castilla cambió la nobleza gallega por la castellana.

En primer lugar, durante el desarrollo de las guerras trastamaristas (1370), la alta nobleza gallega apoyó a Pedro I en su intento de subir al trono de la Castilla. Sin embargo, el vencedor de este conflicto bélico fue su rival, Enrique de Trastámara. Como consecuencia de esto, Enrique II de Castilla (o Castilla de Trastámara) sustituyó parte de la nobleza gallega por nobles castellanos, proceso bautizado por los historiadores cómo el primer relevo nobiliar. Se repetiría la historia poco más de un siglo más tarde. En una nueva guerra por la sucesión al trono castellano, la nobleza gallega apoyó a Juana la Beltraneja (heredera legítima), mas el vencedor fue el bando de Isabel I de Castilla, también conocida cómo Isabel la Católica. Después de la guerra, los Reyes Católicos se decidirán por una política que asegure el predominio del poder real en Galicia; se trata del denominado, por el padre Zurita, como "proceso de doma del Reino de Galicia", mediante lo cual la nobleza gallega quedará totalmente "descabezada" y, lo que es decisivo para la literatura, sin capacidad para producir un sistema literario en lengua gallega. El gallego continuó siendo la lengua habitual de toda la población, pero sin uso entre la alta nobleza, pues la emergente clase hidalga aún mantendría hasta su desaparición el uso de la lengua gallega en ámbitos informales, como puede verse en las novelas de Ramón Otero Pedrayo.
Y si la nobleza laica fue sustituida, lo mismo ocurrirá con la eclesiástica. Mientras los obispos gallegos ejercían sus cargos en otros lugares de la península ibérica, especialmente en Sevilla, a Galicia llegaban obispos castellanoparlantes y favorecían a los nobles castellanos. La nobleza eclesiástica empleaba el latín, excepto en las relaciones personales de los obispos y en algunos usos administrativos, donde empleaba el castellano. Esto seguía siendo así incluso cuando algún gallego se dirigía las diócesis gallegas.
Aun siendo importantes todos estos apartados, acaso el factor fundamental que explica la decadencia política de Galicia -y por tanto de las letras gallegas, en directa relación con lo anterior- es el hecho de que Galicia alcanza la Edad Moderna sin un monarca suyo y, sobre todo, sin la presencia de instituciones propias. Aunque mantiene el carácter de "reino", Galicia pasa a formar parte de la corona de Castilla sin que exista ninguna institución autónoma que pueda servir de contrapeso a la política centralizadora; por lo contrario, las nuevas que se crean -Capitanía General, Real Audiencia- no harán más que afianzar esa dependencia con respeto de la corte. Alejada de los centros de decisión, Galicia pasa a ser una simple provincia que asiste, desde una posición marginal, a la emergencia de la monarquía hispánica centrada en el reino de Castilla.
Nos hallamos, a partir del siglo XVI, pues, con una lengua gallega sin estamentos de poder que le sirvan de pilar y carente del prestigioso sistema literario del que había disfrutado durante la Edad Media. Aun así, hallaremos manifestaciones literarias de estos Siglos Oscuros.

## La poesía de los Siglos Oscuros
La primera manifestación poética de los Siglos Oscuros la hallamos en el año 1506. Se trata de una composición hecha en homenaje al consorte de la reina Juana I de Castilla (popularmente conocida como Juana «la Loca»), Felipe el Hermoso, con motivo del desembarco de la pareja en la ciudad de la Coruña. A respeto de esa cantiga, dijo Xosé María Álvarez Blázquez que: "no es aventurado suponer que surgiera como consigna de los nobles gallegos, deseosos de exaltar al nuevo Rey". Le atribuye este estudoso, pues, una finalidad política a la creación de esta composición. En efecto, el rey Fernando II de Aragón, "el Católico", no había favorecido demasiado a la nobleza gallega. Había sido su esposa, de hecho, quien llevó a término el llamado "proceso de doma y castración del Reino de Galiza". Por esto, los nobles gallegos no verían con malos ojos, a priori, el gobierno de este monarca, puesto que podría suponer un cambio (que no se produjo) en las relaciones entre Galicia y Castilla.
También del siglo XVI data  un hipotético ciclo de romances en los que se cuenta la historia de la muerte del Mariscal Pardo de Cela. De esta serie de composiciones sólo conservaríamos en la actualidad dos testimonios escritos, entre los que destaca el llamado Lamento de la Frouseira . Este último, elaborado entre 1530 y 1540, fue atribuido erróneamente al poeta portugués Luís de Camões. En este tipo de composiciones se ensalza y se  idealiza la figura de este personaje histórico, que aparece caracterizado como un señor feudal insumiso a la voluntad de la reina Isabel I de Castilla, "la Católica", defensor de la tierra, que sólo puede ser derrotado a través de la traición de sus allegados. Esta misma imagen será recogida por Ramón Cabanillas y Antón Vilar Ponte en su obra dramática  O Mariscal (1926). En las dos creaciones poéticas citadas se narra el momento de la trágica muerte del Mariscal y de su hijo, ejecutados por la Corona de Castilla. También del siglo XVI es el  Soneto de Monterrei.
También se ha hablado del poema de La Araucana (1589) de Isabel Castro y Andrade (condesa de Altamira) como otro testimonio literario de los Siglos Oscuros realizado en el siglo XVI. Mas, realmente, esta composición está escrita en lengua portuguesa y, por lo tanto, de acuerdo con el canon  establecido en 1963 por Ricardo Carvalho Calero ("sólo es literatura gallega la escrita en gallego"), pertenecería a la literatura portuguesa, no a la gallega. Sí pertenecerían a la  literatura gallega una serie de sonetos de la autoría de la misma condesa, de los que tan sólo conservamos uno en la actualidad.
Además, en los cancioneros musicales españoles de los siglos XV y XVI aun se recogen canciones paralelas a las de la lírica trovadoresca. Así lo podemos constatar en los cancioneros del Palacio Real, de Madrid, de Upsala, de Luis de Milán, de Juan Vázquez y en algunos más. En total existen sobre veinte cancioncitas que recuerdan la cantiga de amigo.
Del siglo XVI -alrededor de 1594- sabemos que data la composición Canción galega en loor de don Diego das Mariñas Parragués,de autor desconocido (acaso Gaspar de Teves) y cuya función es loar  la figura del que fue el primero gallego que alcanzó el cargo de Capitán General de Galicia. El texto está redactado en once estanzas, forma estrófica que alcanza su apogeo en el Siglo de Oro. Este poema estaba incluido en un libro que llegó a las manos de Diego Sarmiento de Acuña (Conde de Gondomar), y contenía composiciones elaboradas en lengua castellana.
Por otra parte, en 1612 se publicará un cancionero de las Exequias á Raíña Margarida', en el cual se recogen composición elegíacas que suponían uno lamento ponerlo muerte de la reina Margarita de Austria. La publicación de esta obra corrió a cargo de la Real Audiencia del Reino de Galiza. Entre ellas, tendremos dos sonetos creados en lengua gallega, uno de la autoría de Xoán Gómez Tonel y otro de la cosecha de Pedro Vázquez de Neira. De todas maneras, estos no serán los únicos textos de estos  autores que aparezcan en este poemario: Gómez Tonel escribió siete poemas en español y siete en latín; Vázquez de Neira, por su parte, compuso tres sonetos en latín, tres en español y otro en el que utiliza estas dos lenguas. A  este respeto, comentaba Xesús Alonso Montero que era curioso que dos prolíferos poetas en español habían escrito en aquella altura su respectivo soneto en gallego. Por esto varios investigadores, entre ellos el profesor Xosé María Dobarro Paz, llegaron a la conclusión de que la utilización del gallego en estos dos poemas responde a motivos estéticos. Así, la lengua gallega sería utilizada con la misma finalidad con la que se usa un determinado tipo de metro, de rima o de recursos retóricos.
De 1617 dataría una composición anónima donde se narra el saqueo de Cangas por los turcos. También es anónimo un canto  al monte Medulio que Xosé María Álvarez Blázquez duda si es del siglo XVII o XVIII.
Se piensa que es de antes de 1630 las Décimas ao apóstolo Santiago, de fray Martín Torrado, que pese a no ser imprentadas, fueron muy populares en su tiempo. En ellas se recoge la polémica consistente en considerar si el Apóstol Santiago debía de ser el único patrón de las Españas o si, por el contrario, debía compartir esa honra con Santa Teresa de Jesús.
En 1697 fueron publicados los nueve romances escritos en gallego contenidos en el volumen conmemorativa de las Fiestas Minervais celebradas en aquel año. De la presencia de la lengua gallega en estas Fiestas Minervais afirma Xesús Alonso Montero que se trata de una comparecencia anecdótica y, como había acontecido en el volumen de las Exiquias á Raíña Margarida, su finalidad sería más bien estética. Aun así, como indica Ramón Marino Paz, se trata de textos largos del romance gallego popular, lo cual es fácilmente explicable si tenemos en cuenta que fueron escritas por intelectuales de gran categoría, entre los que el propio Marino destaca la Joseph Gil de Taboada y la Fabián Pardiñas Vilardefrancos. Por otra parte, según Anxo Tarrío, parece ser que las Fiestas Minervais se venían celebrando desde 1536, en homenaje al impulsor de la Universidad de Santiago de Compostela Alonso III de Fonseca, apodado "El Grande". Pero en la mayoría de los casos no conservamos ningún volumen similar al de 1697, por lo que podrían existir más composiciones en lengua gallega de las que no tenemos conocimiento actualmente.
Llegados al siglo XVIII, contamos con un poema en el que se narra la batalla de Rande, datado de 1702 y atribuido la Anselmo Feixoo y Montenegro.
En el año 1707 tuvieron lugar en la ciudad de Orense unas celebraciones con motivo del nacimiento del príncipe Luís Jacobo, hijo de Felipe V y de María Luisa de Saboya. Con motivo de estos festejos, fue elaborado un volumen conmemorativo en el que se recoge un romance anónimo escrito en lengua gallega, dedicado a la Virgen de la Reza y atribuido por Xosé María Álvarez Blázquez a  Noguerol y Camba.

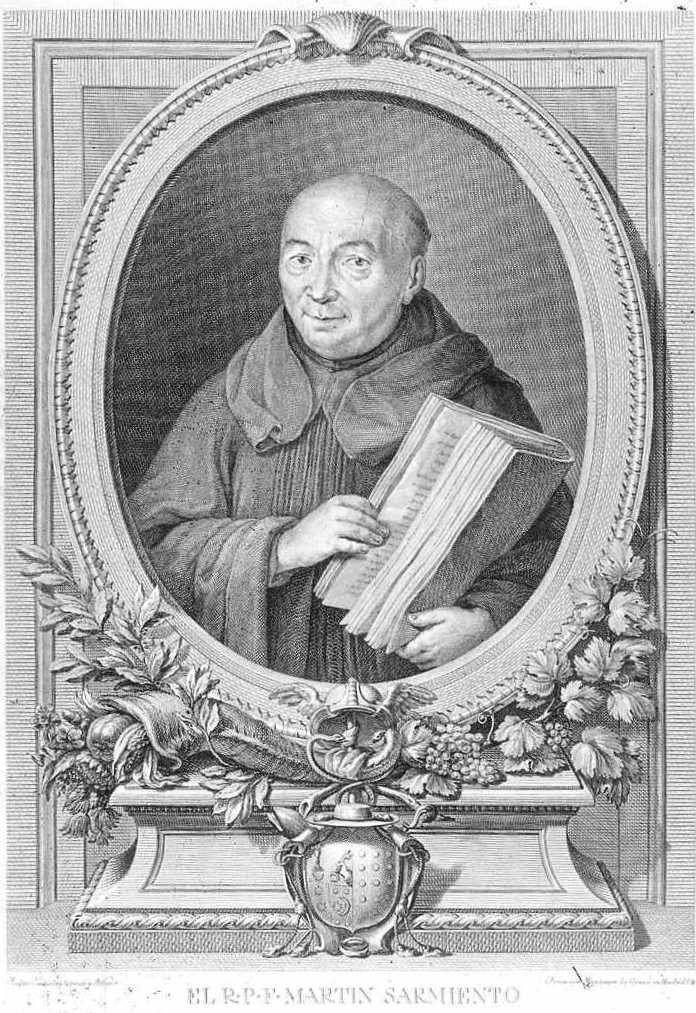
Martín Sarmiento, autor de las coplas gallegas

Por otra parte, se tiene noticia de que el gallego estuvo presente en las fiestas celebradas en Santiago de Compostela con motivo de la canonización de Pío V, ya que se sabe que en el volumen conmemorativo hubo composiciones en italiano, gallego y español. Siguiendo en este siglo XVIII, segundo Ramón Marino Paz, el volumen de las Sagradas Flores de él Parnaso, publicado en Madrid en 1723, contaba con dos glosas en gallego.
Uno de los frutos literarios más destacados de estos Siglos Oscuros es el Coloquio de 24 Gallegos Rústicos, de la autoría de Fray Martín Sarmiento. Este libro, compuesto por 1201 coplas, fue elaborada entre 1746 y 1747 y narra en verso a muerte y el entierro de Felipe V y la coronación de su hijo Fernando VI. Más que un grande valor literario, el Coloquio tiene un enorme valor didáctico, puesto que con frecuencia aparecerán enormes listados de enumeraciones donde se recogen sinónimos de un incluso vocablo. Este método será utilizado posteriormente por Xoán Manuel Pintos (1853) en su libro A Gaita Gallega.
Por otra parte, es también del siglo XVIII, un romance en tono humorístico de la autoría de María Francisca de Isla y Losada y dirigido al Diego Antonio Cernadas de Castro (conocido como "el cura de Fruíme"), datado entre 1774 y 1777. Es probable que esta misma autora escribiera más textos en gallego aparte de este.
Precisamente "El Cura de Fruíme" fue autor de un reducido número de composiciones en gallego, publicadas en Madrid entre 1778 y 1781.
Finalmente, Manuel Murguía dio noticia de tres poemas de José Cornide escritos en gallego y que no llegaron a ser publicadas en la vida del autor.

## El teatro de los Siglos Oscuros

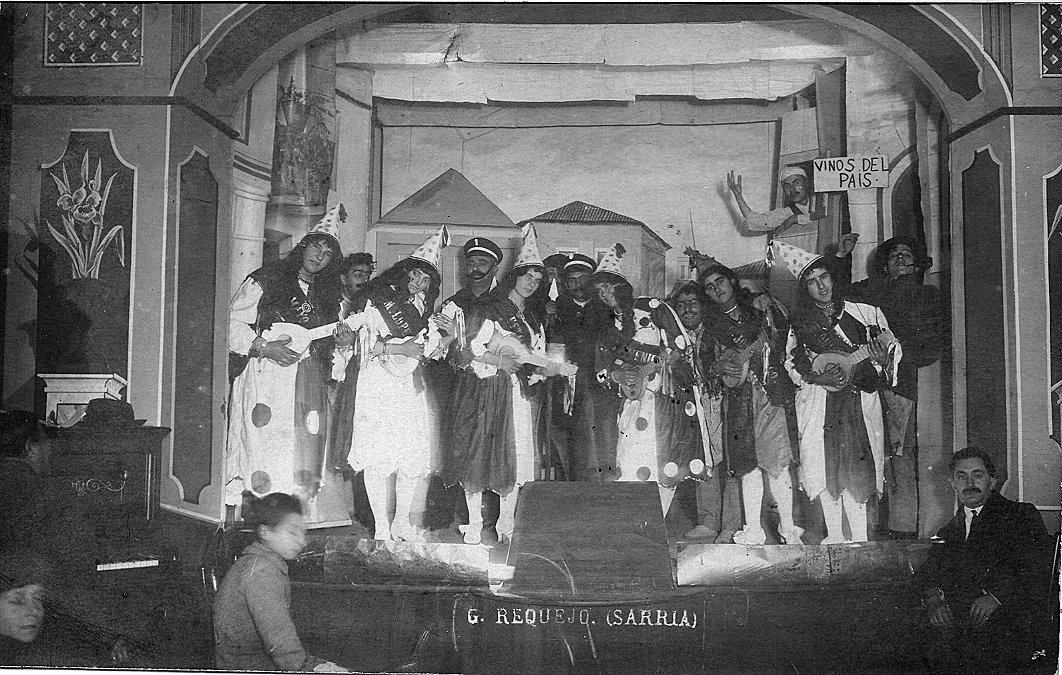
Existió un teatro popular, pero quedaron escasos testimonios escritos

Pese a que conservamos pocos textos dramáticos de los Siglos Oscuros escritos en gallego, se sabe que la actividad teatral en la Galicia en estos siglos fue importante. El teatro, en aquella altura, constituía uno de los más importantes elementos de ocio, una de las principales vías de escape de los problemas rutinarios. Cumpliría el teatro, pues, un papel similar a lo que desempeñan en la actualidad a televisión, el cine, los deportes de masa o internet.
A  diferencia de lo que sucede hoy en día, el teatro en Galicia era seguido especialmente por las clases populares. Sabemos que tanto en Portugal como en el reino de Castilla existieron lugares donde las personas de todos los extractos sociales confluían (que no se mezclaban) para contemplar las representaciones dramáticas (los pátios y los corrales, respectivamente). Sin embargo, no tenemos conocimiento de que en el caso gallego existieran este tipo de locales. Mas, el teatro popular, está ampliamente documentado en Galicia. A través de los documentos de la época, y de trabajos como las Notas Viejas Galicianas (1925-1926) de Pablo Pérez-Constanti, tenemos constancia de que la representación dramática constituía todo un acontecimiento sociocultural en las villas y núcleos rurales gallegos. Estas representaciones eran llevadas a término por compañías teatrales, las cuales debían representar sus funciones primero ante el alcalde y una representación de "trabajadores" del ayuntamiento donde tendrían lugar estas puestas en escena, con la finalidad de censurar trozos u obras teatrales completas si fuera necesario. También sabemos que, en los núcleos rurales, eran los propios vecinos obligados a interpretar los personajes de las obras representadas, bajo la pena de fuertes multas y otro tipo de represalias en caso de que alguno de los vecinos se negara.
Pero  a pesar de toda esta actividad teatral, conservamos muy pocos testimonios dramáticos escritos en lengua gallega. 
Así, insertado en la Comedia de la invención de la sortija' aparece un entremés en gallego al que podemos añadir el Diálogo de Alberte e Bieito, datado de alrededor de 1595 y procedente del círculo del Conde de Gondomar. Se trata de un pequeño documento que pone, no obstante, en evidencia la presencia de un teatro escrito, pero no impreso, aunque su destino era la representación -por una o escasas veces- de carácter inmediato. 
No obstante, la pieza más conocida es el original de Gabriel Feixoo de Araúxo A Contenda dos Labradores de Caldelas. Pese a que esta obra data del año 1671, no fue conocida su existencia hasta 1953, año en el que el polifacético Fermín Bouza-Brey editó esta pieza con el título de Entremés famoso sobre da pesca do río Miño. En ella, se recoge en verso un conflicto entre gallegos y portugueses por la explotación de la pesca en el río Miño.  El enfrentamiento viene derivado de la intención de un hidalgo portugués de no atender a los acuerdos secularmente establecidos y de querer que los portugueses den dos redadas por cada una que den los gallegos. En vista de no poder resolver el problema con el diálogo, los gallegos, encabezados por un personaje llamado Borgorio, hacen valer por la fuerza sus derechos. Finalmente, acaba la obra con la reconciliación entre gallegos y portugueses y con un baile que sella la nueva paz conseguida entre los dos pueblos hermanos.
Otra pieza de la que conservamos testimonio escrito es el anónimo Entremés do Portugués. Esta obra, que fecha del siglo XVIII, estuvo inédita hasta 1985, año en el que la publicó y la editó José Luis Pensado. Esta vez sí estamos ante un entremés, de corte popular. La existencia de esta pieza hace suponer que hubo una cierta tradición entremesística en Galicia, algo que ya suponían seis años antes de la aparición de esta pieza, en 1979, Manuel Lourenzo y Francisco Pillado, en su libro O Teatro Galego. Esta tradición entremesística no es en absoluto extraña, pues la obra principal de cada función debía ir acompañada de loas y entremeses.
Como resumen del Entremés del Portugués se puede decir que la obra se abre con una disputa entre un portugués, un francés y uno andaluz, que  rivalizan sobre cual de ellos es el más guapo, el más valiente y el más diestro en el manejo de la espada. En plena discusión, se cruza un gallego, que viene de Castilla, de las siegas. Le piden al gallego que sea él quien decida cuál de ellos es el que posee mejor presencia, y este responde que acepta a cambio de dinero. Una vez que tanto el portugués como el andaluz, así también el francés, le pagan en las respectivas monedas de sus gobiernos, el gallego dicha cómo sentencia que el mejor de todos los allí presentes era él. Los otros tres se alían en su intención de matar el gallego, mas este no sólo se defiende sino que humilla al portugués (sobre todo), al andaluz y al francés. No por casualidad, Pensado intuía que esta pieza había sido escrita por un gallego o por alguien que sintiera afinidad por Galicia.

## Los villancicos de Navidad y Reyes

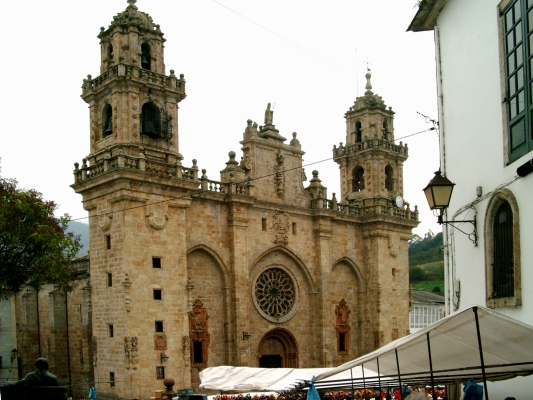
La catedral de Mondoñedo tuvo una gran tradición de villancicos en los siglos y

Durante los siglos XVII, XVIII, y aún en la primera mitad del XIX, circularon una grande cantidad de villancicos de Navidad y Reyes escritos en lengua gallega. Se trataba de creaciones en verso, en estrofas breves, musicadas, y con un cierto aire popular, compuestas normalmente por músicos de grande formación.
Las catedrales de Mondoñedo y Santiago de Compostela contaron con una grande tradición en el que respeta a la elaboración de estas panxoliñas, aninovos,...
Además, los villancicos de Navidad y Reyes escritos en gallego traspasaron las fronteras de Galicia, y eran cantadas en catedrales como la de Toledo o Sevilla (lo cual no es raro, si tenemos en cuenta que, durante estos años, la curia hispalense contó con un gran número de obispos gallegos). 
Derivado de esto , circula la anécdota de que en estos lugares, al escuchar estos cantos religiosos en gallego (y unido a un cruce entre Galilea y Galicia) se llegó a pensar que el Mesías era originario de Galicia.
Los principales cultivadores de nombre conocido fueron Carlos Patiño, Fray Francisco de Santiago, Gabriel Díaz, Fray Xerónimo Gonçalves y Manuel Bravo de Velasco.

## La prosa en los Siglos Oscuros

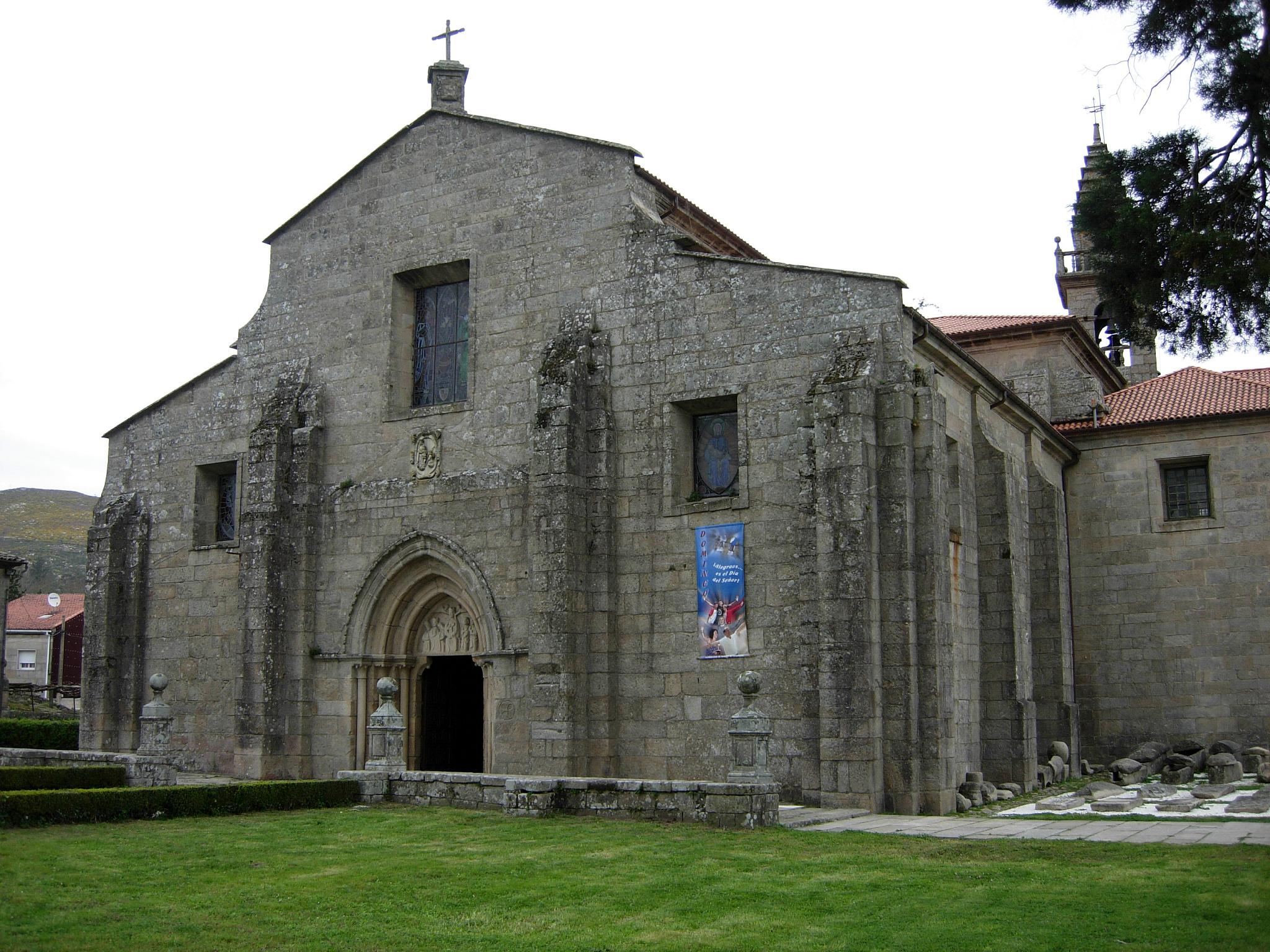
En el se escribió una historia de la iglesia de Iria Flavia

Al largo de los siglos XV, XVI y XVII circularon algunos textos en prosa escritos en lengua gallega con falsificaciones históricas. Estas falsificaciones las mandarán redactar personas pertenecientes a la nobleza con el afán de legitimar el señorío de su linaje, la semejanza de los antiguos libros de linajes e imitando la lengua medieval. Recordemos que el concepto de lo que es literario o del que no lo es varía conforme la época en la que nos movamos y, en aquella altura, estas creaciones eran consideradas textos literarios. De todas estas falsificaciones, destaca la Historia de Don Servando (1625-1635), que mandó redactar, seguramente, Xoán Fernández Boán y Araúxo.
Aun así, hay casos que no son falsificaciones, como el Theatro Moral y Político de la Noble Academia Compostelana, redactada por orden de Pablo Mendoza de los Ríos.
En 2009 se descubrió un manuscrito titulado Historia da Santa Igrexa de Iria Flavia datado entre 1713 y 1735 que presenta gran extensión, de la autoría de Pedro Otero Romero Torres, y que es una versión de la Crónica de Santa María de Iria (1468).